# Salmezza
Salmezza [salˈmɛʣːa] (Salmègia [salˈmɛʤa] in dialetto bergamasco) è una frazione del comune di Nembro, in provincia di Bergamo.

## Geografia fisica

### Territorio
Il piccolo borgo di Salmezza si trova in una conca naturale situata ad un'altezza di 1030 m s.l.m. tra il monte Podona e il Monte Corna Bianca, rilievi posti sul versante orografico destro della val Seriana. Poco distante dall'altopiano di Selvino e dallo spartiacque con la val Serina (tributaria della val Brembana), conserva le caratteristiche di borgo alpino con abitazioni rustiche caratterizzate da muri in pietra a secco e ampie distese erbose.
Il nucleo abitativo è dominato dalla piccola chiesa di san Barnaba che, edificata nel corso del XVI secolo, fa riferimento alla parrocchia di Selvino.
La rete viaria di Salmezza è molto semplice e composta da due sole vie d'accesso: una proveniente da Selvino e l'altra da Sambusita (frazione di Algua). Vi sono inoltre numerosi sentieri e mulattiere, che collegano la località con Lonno, Monte di Nese, Miragolo (frazione di Zogno), Sambusita e Rigosa (queste ultime, frazioni di Algua)

## Storia

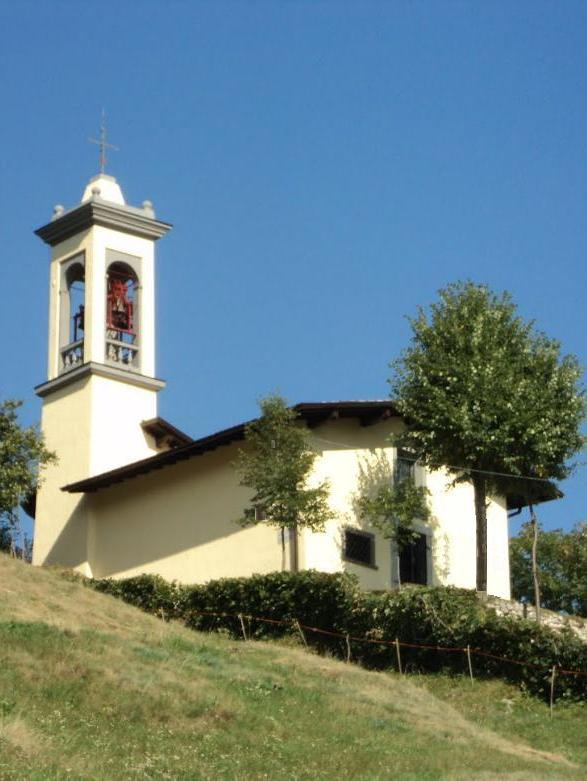
La piccola chiesa di San Barnaba

Se il presente vede Salmezza come piccola frazione quasi disabitata e dimenticata, il passato rivela invece un borgo florido percorso da traffici commerciali fin dall'epoca medievale.
Da questi luoghi passava infatti la via Mercatorum, utilizzata da commercianti e viandanti per giungere in Val Brembana, al tempo difficilmente raggiungibile utilizzando gli impervi sentieri del fondovalle.
Questa strada lastricata si sviluppava nel suo tratto iniziale in Val Seriana: dopo aver raggiunto il paese di Nembro, la frazione di Lonno, da qui saliva fino a Salmezza e in breve si giungeva a Selvino, per poi scendere verso Trafficanti (frazione di Costa Serina) e quindi giungere a Serina.
Salmezza prosperava soprattutto grazie alla presenza di locande che ospitavano i viandanti, di stazioni per il cambio dei cavalli e di edifici di dogana. Molto probabilmente vi erano anche collocati alcuni edifici adibiti a deposito del sale, da cui deriverebbe appunto il toponimo. Un'altra ipotesi riguardante l'origine dello stesso è data da Antonio Tiraboschi, secondo il quale deriverebbe da salmesa, stante ad indicare l'origine di una sorgente (da sal, sorgente e mes, abitazione), di origine celtica.

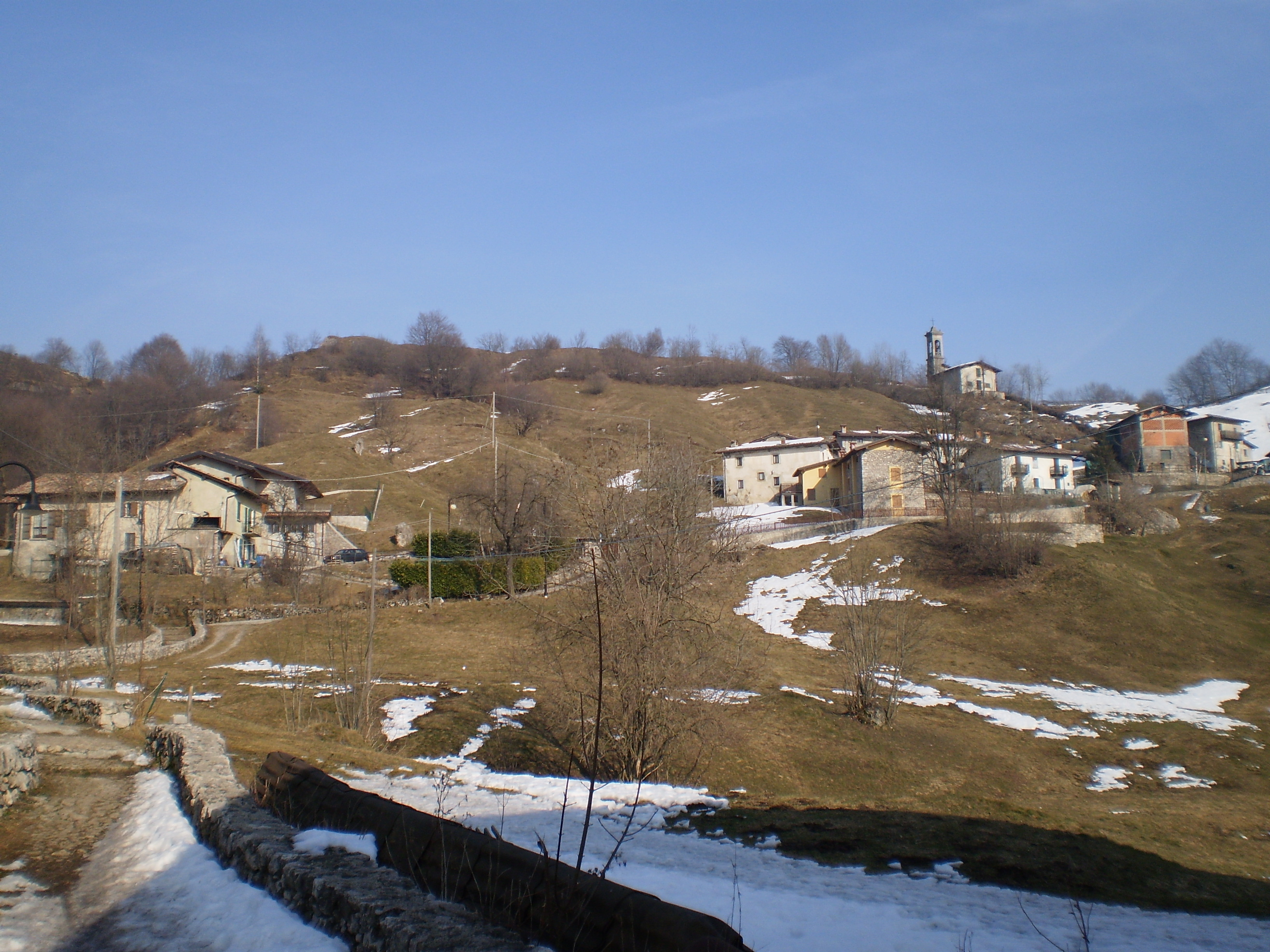
Vista del borgo

Citato negli statuti cittadini del 1248, Salmezza viene indicato come aggregato a Nembro già nel XIV secolo. Il legame amministrativo tra le due località era dovuto alla citata via Mercatorum: a livello fisico Salmezza è infatti vicina a Selvino, mentre dista da Nembro circa 6 km di scoscesi pendii, che salgono a ben 12 km se si volesse percorrere la strada carrozzabile.
È documentato che successivamente, tra il XVI secolo e il XVII secolo, il borgo abbia anche agito, per la gestione del territorio e l'usufrutto dei boschi e delle zone circostanti, in comune accordo con Selvino e Miragolo, opponendosi alle richieste avanzate dal paese di Costa Serina.
Nel XVI secolo il nome di Salmezza oltrepassò i confini della provincia di Bergamo grazie al pittore Enea Salmeggia (detto Il Talpino). Di umili origini, nacque nel borgo in una data compresa tra il 1546 e il 1558. Adottò de facto come cognome il toponimo del luogo natale.
Morto a Bergamo nel 1626, tra le sue opere, disseminate in tutta la Lombardia,  il noto Madonna col Bambino in gloria e i santi Rocco, Francesco e Sebastiano,  custodita presso la Pinacoteca del Castello Sforzesco.

Nel 1831 è documentato che vi fosse una scuola elementare, inizialmente gestita da religiosi e divenuta poi comunale. Questa venne chiusa nel 1931 in seguito allo spopolamento che colpì il borgo, al pari di numerose altre realtà montane, con gli alunni che vennero indirizzati a Selvino.
In quell'anno la popolazione contava soli 32 abitanti, numero in continua diminuzione fino ai giorni nostri, senza che il fenomeno si arresti.